# Cabri (Morte)
Der Cabri ist ein kleiner Fluss im Osten von Frankreich, der im Département Haute-Saône der Region Bourgogne-Franche-Comté südwestlich der Stadt Vesoul verläuft.

## Geografie

### Verlauf
Der Cabri entspringt im Gemeindegebiet von Saint-Gand im gleichnamigen Waldgebiet Bois de Saint-Gand, entwässert generell Richtung Südsüdwest und mündet nach rund 15 Kilometern an der Gemeindegrenze von Angirey und Sauvigney-lès-Gray als rechter Nebenfluss in die Morte.

### Durchquerte Gemeinden
(Reihenfolge in Fließrichtung)
- Saint-Gand
- La Chapelle-Saint-Quillain
- Sainte-Reine
- Igny
- Angirey
- Sauvigney-lès-Gray